# Ulrich Fischer (Prähistoriker)
Ulrich Fischer (* 3. Juli 1915 in Königsberg; † 1. Dezember 2005 in Frankfurt am Main) war ein deutscher Prähistoriker und von 1954 bis 1980 Direktor des Museums für Vor- und Frühgeschichte in Frankfurt am Main. Er prägte 1953 den Begriff „Gaterslebener Gruppe“.

## Leben
Ulrich Fischer war der Sohn eines angehenden Seminarlehrers und einer Musiklehrerin aus dem ostpreußischen Königsberg, die kurz vor Beginn des Ersten Weltkriegs ins nassauische Dillenburg übergesiedelt waren. Mit Kriegsbeginn zog die Mutter zurück ins Elternhaus nach Königsberg, wo Ulrich Fischer am 3. Juli 1915 geboren wurde. Der zum Soldatendienst einberufene Vater fiel kurz nach seiner Geburt. Die Wiederverheiratung seiner Mutter mit einem Regierungsrat aus Hannover im Jahr 1921 ermöglichte Fischer eine Gymnasialbildung, die er in Königsberg und Gumbinnen begann und nach der endgültigen Übersiedelung der Familie nach Hessen-Nassau 1928 in Wiesbaden fortsetzte.
Bereits während seiner Schullaufbahn begann Fischer, sich intensiver mit Geologie und Vorgeschichte zu beschäftigen. Nach dem Abitur begann er 1932 jedoch zunächst ein Studium der Rechtswissenschaft in Frankfurt am Main. 1933 wechselte er aber an die Universität Heidelberg, wo er seinen Studienschwerpunkt nun wieder auf Geschichte, Vorgeschichte und Geologie legte. Daneben besuchte er auch Veranstaltungen in Philosophie, Germanistik, Biologie und slawischen Sprachen. Ab 1934 spezialisierte er sich nach einem erneuten Wechsel in seine Geburtsstadt Königsberg endgültig auf die Vorgeschichte. Nach einem kurzen Militärdienst 1934/35 setzte er sein Studium zunächst wiederum in Königsberg und anschließend in Berlin und Halle (Saale) fort. Diese beiden letzten Stationen ermöglichten ihm die Teilnahme an Grabungen in der Ilsenhöhle bei Ranis und bei drei Großsteingräbern bei Leetze in der Altmark. 1940 erfolgte in Halle die Dissertation über den megalithischen Grabbau an der mittleren Elbe.
Der Zweite Weltkrieg bildete zunächst eine Zäsur in Fischers wissenschaftlicher Laufbahn. 1940 wurde er als Wehrgeologe zum Kriegsdienst eingezogen und geriet in amerikanische Gefangenschaft, aus der er im Herbst 1945 entlassen wurde. Nach seiner Rückkehr nach Wiesbaden war er zunächst verpflichtet, sich als Maurer-Gehilfe am Wiederaufbau zu beteiligen. 1947 gelang Fischer der Wiedereinstieg in seine akademische Laufbahn durch ein Gastsemester in Marburg. Im gleichen Jahr konnte er an seine Vorkriegsarbeit in Halle anschließen und beschäftigte sich mit den neolithischen Grabbauten im Elb-Saale-Gebiet. Hier lernte er auch seine spätere Frau, die Kunsthistorikerin Charlotte Steinert, kennen. 1953 folgte er einem Angebot von Werner Krämer, in Kempten die Keramikfunde der römischen Siedlung Cambodunum aufzuarbeiten.
Im selben Jahr erschien ein Artikel, in dem Fischer sich mit einer jungneolithischen Kultur auseinandersetzte, die zuvor mit verschiedenen Bezeichnungen versehen worden war. Für diese wählte er den Begriff „Gaterslebener Gruppe“, der sich in der prähistorischen Forschung dauerhaft durchsetzte und lediglich insofern eine Abwandlung erfuhr, als dass heute mehrheitlich von einer Gaterslebener Kultur gesprochen wird.
1954 wurde Fischer zum Direktor des Museums für Vor- und Frühgeschichte in Frankfurt berufen und eröffnete hier noch im gleichen Jahr die erste Nachkriegsausstellung. Dank finanzieller Unterstützung durch die Stadt Frankfurt und die Deutsche Forschungsgemeinschaft konnte er zwischen 1953 und 1976 in zahlreichen Grabungskampagnen intensive archäologische Grabungen in der Frankfurter Altstadt unternehmen. Einen weiteren Forschungsschwerpunkt bildeten Grabungen im römischen Vicus Nida in Frankfurt-Heddernheim, die Fischer zwischen 1957 und 1965 betrieb. Eine erneute genauere Beschäftigung mit der Vorgeschichte erlaubten Fischer Grabungen an den etwa 300 schnurkeramischen, bronze- und eisenzeitlichen Hügelgräbern im Frankfurter Stadtwald zwischen 1960 und 1975. Außerhalb Frankfurts leitete er 1974 eine Grabung am Heidetränk-Oppidum im Taunus.
Fischer war Begründer und Herausgeber der Schriften des Frankfurter Museums für Vor- und Frühgeschichte. Er wurde 1980 pensioniert und lebte bis zu seinem Tod 2005 in Frankfurt. Sein Erbe vermachte er der Römisch-Germanischen Kommission.

## Schriften
- Großsteingrabuntersuchungen in der Altmark. Vorläufige Mitteilung über das Ergebnis der Grabungen in Wötz, Kreis Salzwedel. – In: 53. Jahresbericht des Altmärkischen Vereins für vaterländische Geschichte zu Salzwedel. Salzwedel 1939, S. 3–8 (mit 8 Fotos auf separaten Tafeln)
- Führungsblatt für die vorgeschichtliche Abteilung des Römisch-Germanischen Zentralmuseums (vorläufige Aufstellung) (1953)
- Einführung in die Ausstellung des Museums für heimische Vor- und Frühgeschichte zu Frankfurt am Main (1954; 4., verm. Aufl. 1963; 6., verb. Aufl. 1975)
- Ausgrabungen in der Altstadt Frankfurt am Main. Merkblatt der Bodendenkmalpflege (1955; 2., verm. Aufl. 1976)
- Die Gräber der Steinzeit im Saalegebiet. Studien über neolithische und frühbronzezeitliche Grab- und Bestattungsformen in Sachsen-Thüringen (Vorgeschichtliche Forschungen Band 15) (1956)
- Cambodunumforschungen 1953-II. Keramik aus den Holzhäusern zwischen der 1. und 2. Querstraße. (1957)
- Römische Steine aus Heddernheim im Museum für Vor- und Frühgeschichte der Stadt Frankfurt am Main (1959; 2. Aufl. 1971)
- Grabungen und Funde. Merkblatt der Frankfurter Bodendenkmalpflege (1964, 2. Aufl. 1972, 3. Aufl. 1977)
- Grabungen im römischen Steinkastell von Heddernheim 1957–1959. Mit Beiträgen von Kurt Deppert, Ch. Fischer und Ingeborg Huld-Zetsche (1973)
- Ein Grabhügel der Bronze- und Eisenzeit im Frankfurter Stadtwald. Mit einem Frankfurter Museumsbericht 1961–1978 (1979)
- Grabungen im römischen Vicus von Nida-Heddernheim 1961–1962 (1998)